# Gilad Schalit

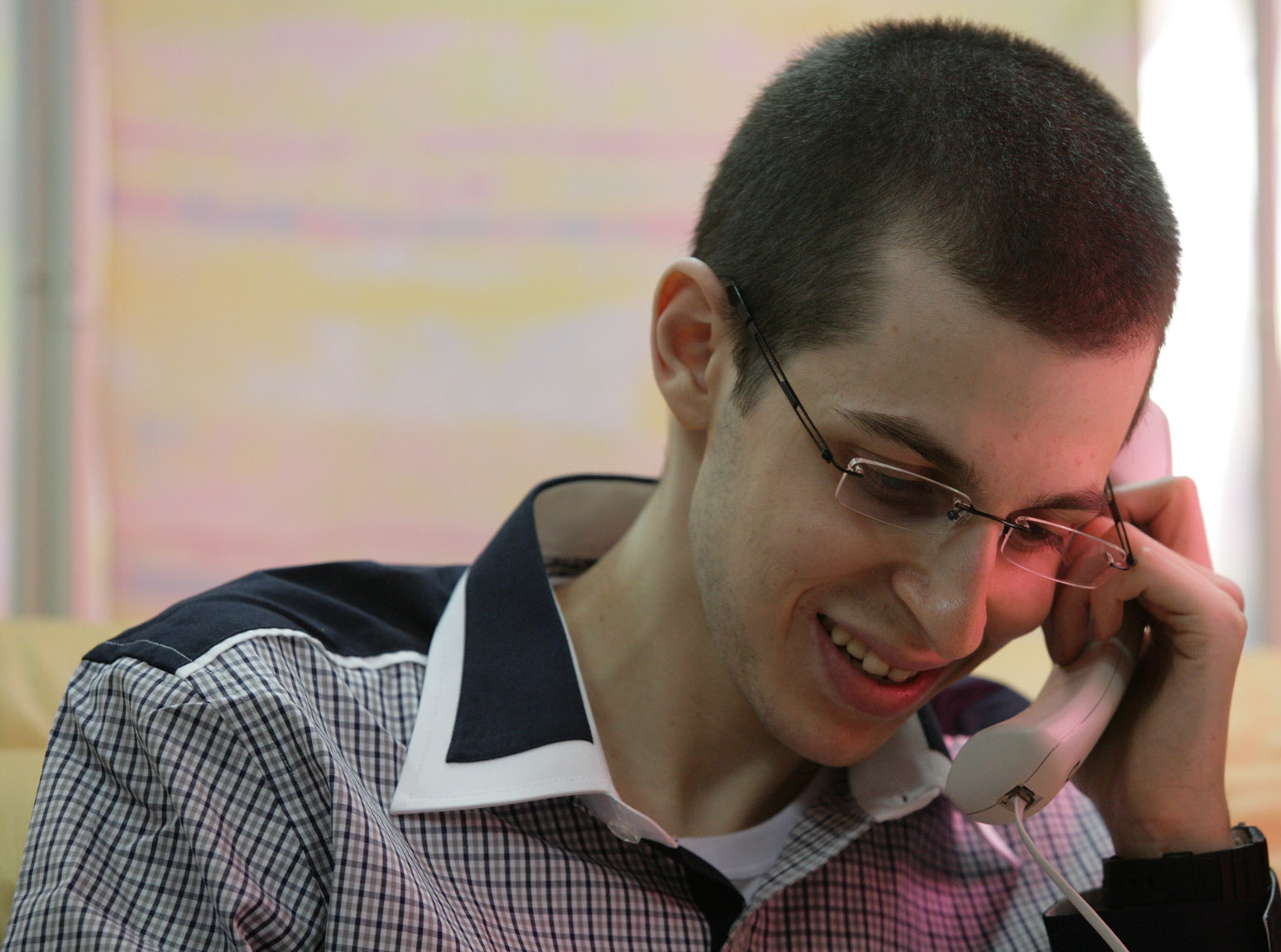
Gilʿad Schalit, am 18. Oktober 2011, dem Tag seiner Freilassung

Gilʿad Schalit (hebräisch גִּלְעָד שָׁלִיט Gilʿad Schalīṭ; * 28. August 1986 in Naharija, Israel) ist ein ehemaliger israelischer Soldat im Range eines Oberfeldwebels (Rav-Samal) aus Mitzpe Hillah in West-Galiläa. Er wurde am 25. Juni 2006 durch Terroristen der Hamas in Israel entführt und anschließend über die Demarkationslinie an einen unbekannten Ort im Gazastreifen gebracht, wo er über fünf Jahre verbrachte, bis er am 18. Oktober 2011 im Rahmen eines Gefangenenaustausches freigelassen wurde.
Nach dem Bekanntwerden des Zwischenfalls drangen israelische Truppen wenige Tage später mit einer Militäroffensive in den Gazastreifen ein. Im Oktober 2006 bestätigte das palästinensische Volkswiderstandskomitee, dass Schalit am Leben sei und ihm kein Leid geschehe.
Am 17. Januar 2007 erklärte eine der drei an der Gefangennahme beteiligten Gruppen, die von Mumtaz Dormush angeführte Dschaisch al-Islam, dass Schalit allein von der Hamas gefangengehalten werde. Am 25. Juni 2007, dem ersten Jahrestag der Gefangennahme, verbreitete Hamas eine Audioaufnahme mit einer von Schalit gesprochenen Botschaft. Ein Besuch Schalits durch Vertreter des IKRK wurde von Seiten der Hamas stets abgelehnt.
Die Gefangennahme und Festsetzung Schalits wurde international verurteilt, zahlreiche Regierungen und Menschenrechtsgruppen forderten seine Freilassung. In Israel war das Schicksal Schalits ein gesellschaftliches und mediales Dauerthema. An den Jahrestagen der Gefangennahme fanden große Kundgebungen statt, bei denen Tausende zuletzt auch gegen die Regierung Netanjahu protestierten.
2011 einigten sich die israelische Regierung und die Hamas auf einen Gefangenenaustausch, wodurch Schalit am 18. Oktober des Jahres nach Israel zurückkehren konnte. Im Gegenzug wurden 1027 palästinensische Häftlinge freigelassen. (477 am 18. Oktober und 550 am 18. Dezember 2011), darunter u. a. Yahya Sinwar, der spätere Chef der Hamas im Gazastreifen. Sie waren für den Tod von etwa 200 Menschen mitverantwortlich.
Einer der maßgeblichen Hintermänner der Gefangennahme, der Palästinenser Zuher al Kesi, wurde im März 2012 bei einer gezielten Aktion der israelischen Luftwaffe getötet. Ein weiterer Verantwortlicher, Ahmed al-Dschabari, wurde im November 2012 von einer israelischen Rakete getötet.

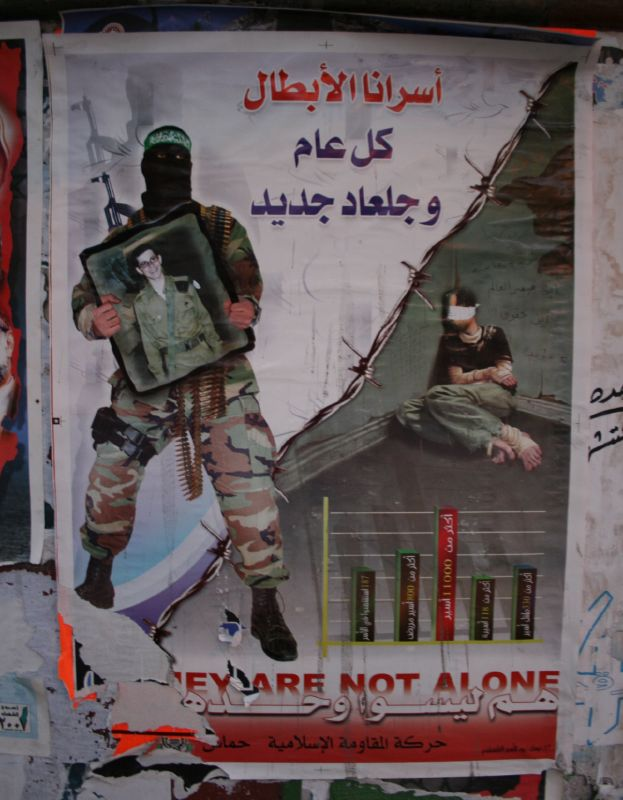
Gilʿad Schalit auf einem Poster der Hamas (2007)

## Werdegang
Der Israeli Gilʿad Schalit ist über seine französische Großmutter väterlicherseits zudem auch Franzose. Er hat einen älteren Bruder und eine jüngere Schwester. Kurz nach dem Abitur mit dem Schwerpunkt auf naturwissenschaftlichen Fächern begann er knapp ein Jahr vor seiner Gefangennahme seinen Grundwehrdienst und wurde dann zu einer Panzereinheit versetzt.

## Gefangennahme und Ultimatum
Am frühen Morgen des 25. Juni 2006 drangen militante Freischärler durch einen selbstgegrabenen Tunnel in der Nähe von Kerem Schalom auf israelisches Gebiet vor und überfielen einen dort stationierten Posten. Bei dem Zwischenfall wurden zwei Soldaten der israelischen Armee getötet und vier weitere verletzt. Schalit selbst erlitt bei dem Gefecht eine Schulterverletzung und brach sich die linke Hand und den rechten Zeigefinger. Am 18. Oktober 2012, ein Jahr nach Schalits Freilassung, veröffentlichte die Hamas einen 45-minütigen Film mit Interviews der Entführer, in dem Details bekanntgegeben wurden. Sieben Hamas-Mitglieder seien per Losverfahren für die Operation ausgewählt und speziell trainiert worden, um einen israelischen Soldaten lebend zu entführen.
Zu der Aktion bekannten sich einen Tag später die Kassam-Brigaden, das Volkswiderstandskomitee und die zuvor nicht bekannte Gruppe Dschaisch al-Islam. In der Verlautbarung wurde die Freilassung aller in Israel inhaftierten weiblichen und minderjährigen palästinensischen Häftlinge im Austausch gegen Informationen über das Schicksal Schalits gefordert.
Nach dem Beginn der israelischen Militäroperation weiteten die Militanten am 1. Juli ihre Forderungen dahingehend aus, dass zusätzlich die Freilassung von 1000 palästinensischen Häftlingen aus israelischen Gefängnissen und die Einstellung der am 28. Juni gestarteten Operation Sommerregen gefordert wurde. Zwei Tage später wurde ein Ultimatum von 24 Stunden gestellt, wobei mit nicht näher spezifizierten Konsequenzen gedroht wurde, falls Israel die Forderungen ablehne. Israel wies das Ultimatum zurück und stellte heraus, dass es keine Verhandlungen zur Freilassung der Häftlinge geben werde.
Im Oktober 2008 berichtete die Zeitung Maariv, dass die israelische Armee bereits vor der Gefangennahme Schalits Geheimdienstinformationen zu einer geplanten Aktion hatte und deswegen in der Nacht des 23. Juni 2006 die zwei Brüder Mustafa und Osama Muammar in der Nähe von Rafah festgenommen sowie nach Israel gebracht hatte. Gemäß dem Artikel habe Mustafa in der folgenden Nacht dem Inlandsgeheimdienst im Verhör gestanden, dass eine Entführung geplant sei. Trotzdem war die Armee nicht gewarnt worden. Am nächsten Tag – bereits nach der Gefangennahme von Schalit und unter Anwendung „außergewöhnlicher Verhörmethoden“ – gab Mustafa dann alle Details bekannt, obwohl ihm nicht gesagt worden war, dass die Aktion bereits stattgefunden hatte. Die israelische Tageszeitung Haaretz kritisierte im Jahr 2008 diesbezüglich, dass die Gefangennahme hätte verhindert werden können, wenn die Informationen bereits 24 Stunden zur Verfügung gestanden hätten, zumal die Festnahme der Brüder um genau dieses Zeitfenster verschoben worden war.

## Befreiungsversuche
Am 28. Juni 2006 drangen israelische Truppen bei Chan Yunis in den Gazastreifen ein, um nach Gilʿad Schalit zu suchen. Ein Sprecher der israelischen Botschaft in Washington, D.C. erklärte: „Israel hat alles getan, was es konnte, indem es alle diplomatischen Möglichkeiten ausnutzte und Mahmud Abbas die Möglichkeit gab, den entführten Israeli zurückzugeben. […] Die Operation kann sofort beendet werden, bedingt auf die Freilassung von Gilʿad Schalit.“
Einen Tag später gab Brigadegeneral Miri Regev bekannt, dass die IDF „nicht überzeugt ist, dass er in Südgaza gefangen gehalten wird [… nur] dass er in Gaza gefangen gehalten wird“. Regev reagierte auf einen Bericht der Israel Broadcasting Authority, nach dem Schalit in Rafah festgehalten werde.
Die BBC meldete am 1. Juli 2006 unter Berufung auf palästinensische Quellen, dass Schalit medizinisch behandelt worden sei, dies wurde aber von palästinensischer Seite dementiert. Israelische Regierungsstellen drohten, dass „der Himmel einstürzen wird“, sollte Schalit Leid geschehen.
Die israelische Armee führte in der Folgezeit wiederholt Militäraktionen im Gazastreifen durch, um Schalit zu befreien, konnte dieses Ziel jedoch nicht erreichen. Im Verlauf der Operation Herbstwolken, die sich auf die Stadt Beit Hanun im nördlichen Gazastreifen konzentrierte, warf die palästinensische Seite Israel indirekt vor, durch die Militäraktion das Leben Schalits zu gefährden. Das Volkswiderstandskomitee relativierte aber daraufhin diese Aussage dahingehend, dass die israelischen Bomben und Mörsergranaten den Aufenthaltsort Schalits treffen könnten.
Am 7. September 2007 ergriffen als palästinensische Polizisten verkleidete israelische Spezialkräfte den Palästinenser Mahawash al-Qadi in seinem Auto bei Rafah und brachten ihn nach Israel. Er gestand, bei der Beschaffung des Grundstückes für den bei der Aktion benutzten Tunnel beteiligt gewesen zu sein, konnte aber den Aufenthaltsort Schalits nicht nennen. Die Hamas verlegte Schalit sofort nach dem Vorfall an einen anderen Ort und forschte nach möglichen Kollaborateuren. Al-Qadi wurde für seine Beteiligung am Bezirksgericht von Beʾer Scheva verurteilt und kam im Zuge des späteren Gefangenenaustausches frei. Die Umstände der Verhaftung durften wegen einer Nachrichtensperre erst im Dezember 2011 in Israel publik gemacht werden, die palästinensische Presse berichtete umfassend über den Vorfall.

## Diplomatie

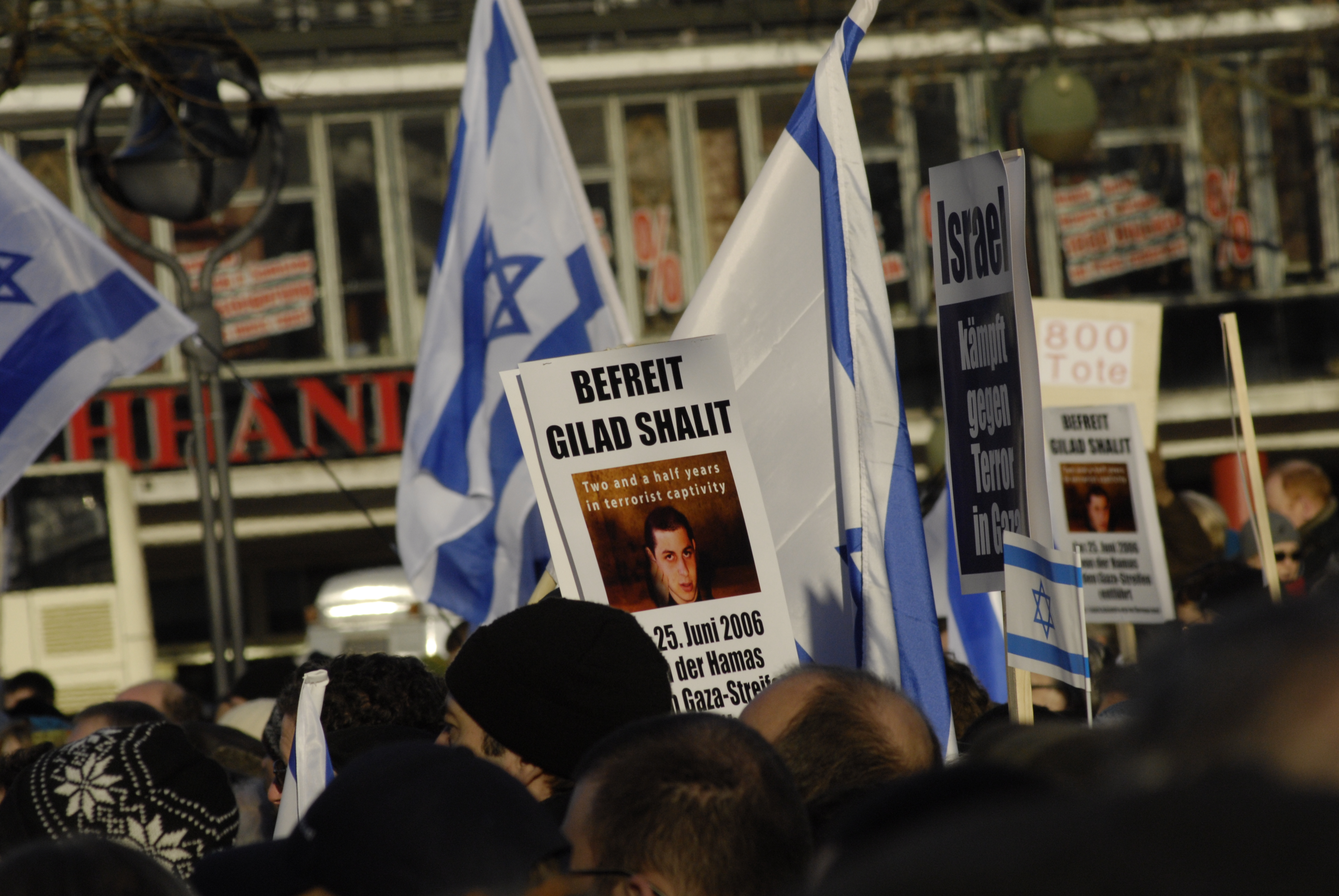
Plakat auf einer pro-israelischen Demonstration in Berlin (2009)

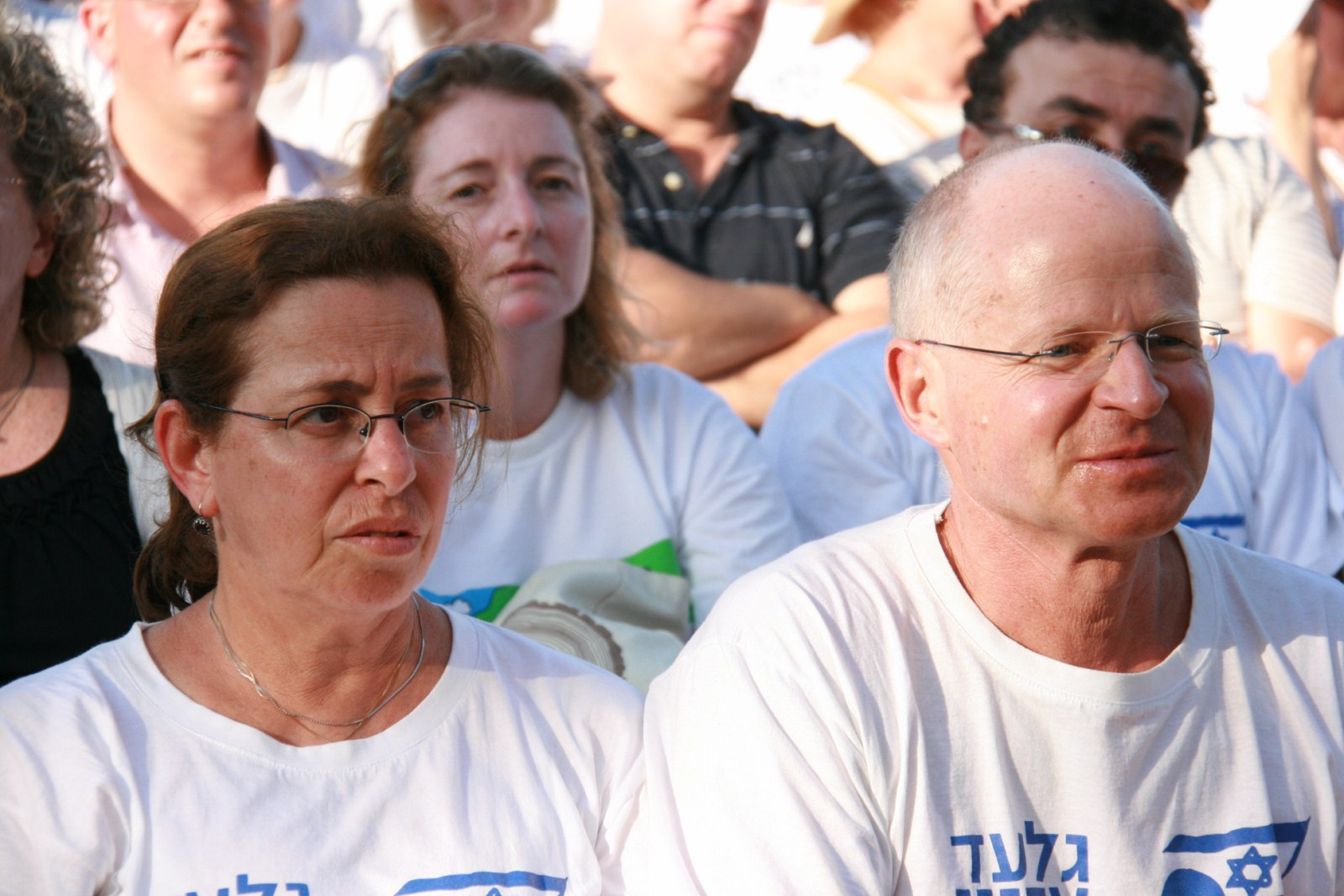
Schalits Eltern bei einem Solidaritätskonzert des Israel Philharmonic Orchestra

Ein Versuch des Apostolischen Nuntius in Israel, Erzbischof Antonio Franco, unmittelbar nach der Gefangennahme die Freilassung Schalits zu verhandeln, scheiterte.
Israel lehnte zunächst Verhandlungen mit der von Hamas geführten palästinensischen Regierung über einen Gefangenenaustausch ab. Nach dem Ende des Libanonkrieges 2006 und den Streitigkeiten zwischen Fatah und Hamas über die Bildung einer Regierung der nationalen Einheit kam jedoch Bewegung in die festgefahrene Situation. Über Ägypten als Vermittler führte Israel indirekte Verhandlungen mit den Palästinensern.
Israel beharrte darauf, dass zunächst Schalit freigelassen werden müsse, bevor Israel mit einem gewissen zeitlichen Abstand die palästinensischen Häftlinge entlassen werde. Am 26. Oktober 2006 wurde berichtet, dass der Führer von Hamas, Chalid Maschal, sich vorbereite, zu Verhandlungen nach Kairo zu reisen. In der Woche zuvor war der israelische Minister für Infrastruktur, Benjamin Ben-Eliezer, in Kairo gewesen und hatte die Zustimmung zu den von Ägypten ausgearbeiteten Rahmenbedingungen erteilt, ohne jedoch in Details zu gehen.
Das Volkswiderstandskomitee verlautbarte am 28. Oktober, dass alle drei an der Gefangennahme beteiligten Organisationen mit dem Vorschlag der ägyptischen Vermittler einverstanden seien, was die Freilassung Schalits und der palästinensischen Häftlinge angehe.
In einem Interview mit der in Beirut erscheinenden arabischen Zeitung Al-Hayat räumte Ismail Haniya Ende Januar 2007 ein, dass die Verhandlungen über den Gefangenenaustausch mit Israel „komplex und schwierig“ seien. Ein Sprecher des Volkswiderstandskomitees schob die Schuld auf Israel, welches den ägyptischen Kompromissvorschlag nicht angenommen habe.
Ende Juni 2009 sollen ägyptische Diplomaten in Verhandlungen mit der Hamas erreicht haben, dass Schalit über die Grenze nach Ägypten gebracht und dort dem Geheimdienst übergeben werden sollte, in dessen Obhut der Soldat bis zum Abschluss eines Gefangenenaustauschs verblieben wäre. Dieser Schritt hätte Schalits Familie dort Besuche ermöglichen sollen. Die vorzeitige Haftentlassung des in Israel inhaftierten palästinensischen Parlamentssprechers Abd al-Aziz Duwaik (Hamas) am 23. Juni 2009 soll damit im Zusammenhang gestanden haben. Entsprechende Berichte unter Berufung auf diplomatische Quellen wurden von palästinensischer Seite bestätigt, jedoch von Israel nicht kommentiert.
Auf Vermittlung deutscher und ägyptischer Diplomaten wurde am 30. September 2009 von der Hamas ein Video mit einem Lebenszeichen von Schalit an israelische Behörden übergeben. Im Gegenzug wurden zwei Tage später 19 Palästinenserinnen aus israelischer Haft entlassen. Das Video wurde im September 2009 aufgenommen und zeigt Schalit in guter körperlicher Verfassung.
Ende November 2009 wurde ein Vorschlag ausgearbeitet, laut dem zuerst 450 Palästinenser von Israel freigelassen werden sollten, bevor Schalit nach Ägypten gebracht werden würde. Danach sollten weitere 700 Gefangene freikommen, woraufhin Schalit nach Israel gebracht werden würde. Unter den Freigelassenen sollte sich auch der zu fünf Mal lebenslanger Haft verurteilte Marwan Barghouti befinden. An den Verhandlungen waren auch der deutsche Bundesnachrichtendienst und die ägyptische Regierung beteiligt.
Der Vorschlag wurde allerdings Anfang 2010 von der israelischen Regierung abgelehnt. Erst Ende 2010 wurden die Verhandlungen zwischen der israelischen Regierung und der Hamas wieder aufgenommen, nachdem Schalits Eltern mit Protestaktionen den Druck auf Ministerpräsident Netanjahu erhöht hatten.
Bei den Vereinten Nationen setzte sich Noam Schalit dafür ein, dass das Schicksal seines Sohnes auch in die Gespräche über eine palästinensische Staatsgründung aufgenommen wird, und traf im September 2011 zu diesem Zweck in New York mit zahlreichen UN-Botschaftern zusammen.
Am 11. Oktober 2011 erklärte Benjamin Netanjahu, dass sich die israelische Regierung mit der Hamas auf einen Gefangenenaustausch geeinigt habe. Nach Angaben der Hamas sollten 1000 männliche und 27 weibliche Häftlinge in zwei Schritten freikommen. Schalit wurde parallel dazu zunächst nach Ägypten gebracht und dann den Israelis übergeben. Zunächst wurden 477 Häftlinge freigelassen, darunter 279 zu lebenslangen Freiheitsstrafen Verurteilte und alle 27 Palästinenserinnen, die wegen „Sicherheitsverstößen“ in Israel inhaftiert waren. Von den Freizulassenden durften 96 Personen ins Westjordanland, 14 nach Ostjerusalem sowie sechs weitere israelische Araber an ihren früheren Wohnort in Israel und 131 Palästinenser an ihren Wohnort im Gazastreifen zurückkehren. 203 frühere Bewohner des Westjordanlandes wurden deportiert, davon 40 ins Ausland und 163 in den Gazastreifen. Insgesamt 165 von ihnen dürfen nach 10 bis 25 Jahren ins Westjordanland zurückkehren.
Unter den Freigelassenen befand sich auch ein Syrer, der am 19. Oktober 2011 in sein Heimatdorf in den israelisch besetzten Golanhöhen zurückkehrte.
In einem zweiten Schritt wurden am 18. Dezember 2011 weitere 550 Häftlinge freigelassen.
Die insgesamt 1027 freigelassenen Häftlinge sind unter anderem für den Tod von etwa 200 Israelis verantwortlich. Unter ihnen waren Assis Salha – er hatte im Oktober 2000 einen israelischen Soldaten gelyncht – und die 31-jährige Journalistin Ahlam Tamimi. Sie hatte am 9. August 2001 den Selbstmordattentäter Issadin Suheil al-Masri nach Jerusalem gefahren, wo er in der Pizzeria „Sbarro“ 15 Menschen tötete und 130 verletzte.
Unter den Freigelassenen befanden sich nicht die immer von der Hamas geforderten „großen Köpfe“, wie Marwan Barghouti. Die Weigerung Israels, diese Personen freizulassen, war angeblich der Grund für das jahrelange Scheitern. Grund dafür dürfte die Schwächung der Stellung der Hamas gewesen sein und die erst nach dem Deal bekannt gewordene Tatsache, dass zwei der wichtigsten Hamas-Häftlinge im Juni 2011 in Isolationshaft gesetzt wurden, um bei den Verhandlungen nicht mehr intervenieren zu können.

## Solidaritätsbewegung

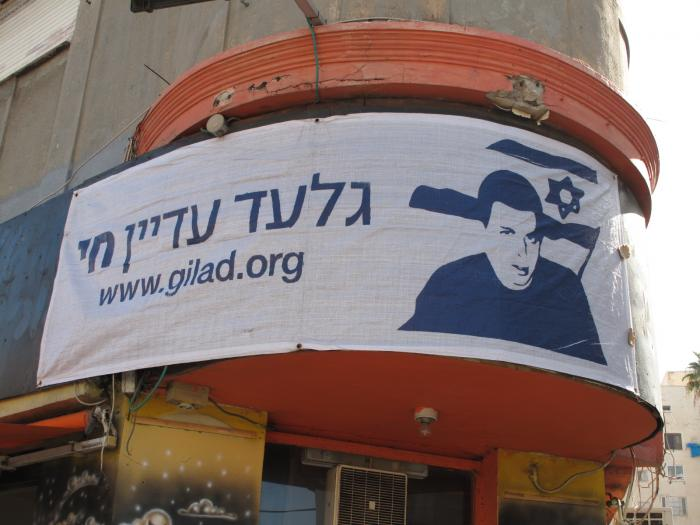
Fahne an einem Haus in Tel Aviv (2009): „Gilʿad lebt immer noch“

Schalits Schicksal und die Dauer seiner Gefangenschaft riefen international große Anteilnahme hervor. Immer wieder fanden Solidaritätskundgebungen und Erinnerungsmärsche statt. 2008 demonstrierten in Israel über 3.000 Menschen an der Grenze zum Gazastreifen für Schalits Freilassung. Anlässlich des vierten Jahrestages seiner Verschleppung demonstrierten über 10.000 Menschen in Paris für seine Freilassung. Schalit erhielt 2008 die Ehrenbürgerschaft von Paris und 2009 von Rom, sowie von verschiedenen Städten in den USA.
In Israel begann am 27. Juni 2010 ein zweiwöchiger Protestmarsch, mit dem die israelische Regierung zu neuen Verhandlungen mit der Hamas aufgefordert werden sollte. Zum Auftakt des rund 300 Kilometer langen Marsches schlossen sich rund 7500 Menschen Schalits Eltern an. Schalits Vater, Noam Schalit, engagiert sich im Namen seines Sohnes für die Verständigung zwischen Israelis und Palästinensern. So liest er eine von seinem Sohn verfasste Fabel an Grundschulen. Die Fabel Der Hai und der Fisch ist eine Variante des Buchs Als die Schlange und die Maus sich das erste Mal trafen von Shelly Elkayam und erzählt die Geschichte von einem kleinen Fisch und einem Hai, die trotz der Ablehnung ihrer Umgebung beschließen, keine Feinde mehr zu sein. Gilʿad Schalit verfasste diese Geschichte im Alter von elf Jahren als Schularbeit. Inzwischen ist sie in zahlreiche Sprachen übersetzt, als Druck erhältlich und wird auch von der israelischen Botschaft verbreitet. In verschiedenen Synagogen in Israel wurden Spenden zur Unterstützung Schalits gesammelt.

## Freilassung
Am 18. Oktober 2011 wurde Schalit von der Hamas zunächst an Ägypten übergeben. Dort musste er dem ägyptischen Staatsfernsehen ein Interview geben. Anschließend wurde er auf den Militärflugplatz Tel Nof in Israel geflogen.
Schalit war der erste israelische Soldat seit 26 Jahren, der lebend aus palästinensischer Gefangenschaft entlassen wurde. Im Januar und November 2017 veröffentlichte Hamas zuvor unbekannte Videoaufnahmen, die Schalit während seiner Haft im Gazastreifen zeigen.

## Leben seit der Freilassung
Im April 2012 schied er aus der IDF aus und begann als Sportjournalist für die Zeitung Jedi’ot Acharonot zu arbeiten. Ein angekündigter Besuch im Stadion des FC Barcelona führte 2012 zu Protesten palästinensischer Fans und einem Boykottaufruf der Hamas.
Bei seinem ersten Auftritt im israelischen Fernsehen im Oktober 2012 gab er nur einige Details über seine Beschäftigung in der Gefangenschaft preis. Er habe während der gesamten Zeit die Sonne nicht gesehen, aber fernsehen und Radio hören dürfen.
2013 begann Schalit ein Wirtschaftsstudium. 2016 absolvierte er den Einstellungstest einer israelischen Bank mit Erfolg und erhielt einen Anstellungsvertrag.
Die israelische Öffentlichkeit nimmt seit seiner Freilassung weiterhin an seinem Leben Anteil: So berichteten die Medien im November 2017 über Schalits Trennung von seiner Lebensgefährtin, mit der er die vorangegangenen vier Jahre geteilt hatte.
Er heiratete am 23. Juni 2021 Nitzan Schabbat.

## Belege
1. ↑  BBC News: Israeli forces enter north Gaza. 29. Juni 2006
2. ↑  Ynetnews: PRC: No plan to kill Gilad Shalit. 5. November 2006
3. ↑  Haaretz: Official: Abbas and Meshal to meet Saturday in Damascus. (Memento vom 20. Januar 2007 im Internet Archive) 18. Januar 2007
4. ↑  Haaretz: Hamas airs 'first Shalit message'. 25. Juni 2007
5. ↑  n-tv: Israel und Hamas: Waffenstillstand absurd. 18. Dezember 2008
6. ↑  Frankfurter Allgemeine Zeitung: https://www.faz.net/aktuell/politik/soldat-gilad-schalit-hamas-kuendigt-freilassung-an-11490091.html, 11. Oktober 2011.
7. ↑  Second stage of Shalit swap complete as 550 Palestinian prisoners released. Ha-Aretz am 18. Dezember 2011
8. ↑  Yahya Sinwar. European Council on Foreign Relations, abgerufen am 28. November 2023.
9. ↑  Israelisches Militär tötet Entführer von Gilad Schalit. Hamburger Abendblatt am 10. März 2012
10. ↑  Ahmed al-Dschabari: Das Ende des Hamas-Generals.
11. ↑  Porträt: Gilad Shalit. In: Wiener Zeitung vom 30. Juni 2006, abgerufen am 4. August 2014
12. ↑  Gilad Shalit, un ôtage franco-israélien. In: La Croix vom 12. Oktober 2011, abgerufen am 4. August 2014 (französisch)
13. ↑  dpa via Yahoo Nachrichten: Der entführte Hauptgefreite Gilad Schalit. (Seite nicht mehr abrufbar, festgestellt im April 2018. Suche in Webarchiven)  Info: Der Link wurde automatisch als defekt markiert. Bitte prüfe den Link gemäß Anleitung und entferne dann diesen Hinweis., 28. Juni 2006
14. ↑  Jerusalem Post: Shalit's health better than first feared, 29. Juni 2006
15. ↑  Hamas releases film recounting details of Gilad Shalit kidnapping. Haʾaretz, 18. Oktober 2012
16. ↑  CNN: Militants issue Israel hostage demands (Memento vom 21. August 2006 im Internet Archive), 26. Juni 2006
17. ↑  Reuters: FACTBOX-The crisis over Israel's captured soldier. 2. Juli 2006
18. ↑  Reuters: Palestinian militants issue ultimatum to Israel. 3. Juli 2006
19. ↑  „Minister Ramon: IDF operations in Gaza will be 'far far worse' if Shalit harmed“. Haaretz, 3. Juli 2006, archiviert vom Original am 19. Januar 2014; abgerufen am 3. Juli 2006.
20. ↑   Haaretz (Memento vom 15. Oktober 2008 im Internet Archive): The 24 hours that could have saved Gilad Shalit. 12. Oktober 2008
21. ↑  Bloomberg: Israeli Army Enters Gaza to Find Kidnapped Soldier (update 2). 28. Juni 2006
22. ↑  Israel Broadcasting Authority, Today in the News. 29. Juni 2006
23. ↑  BBC News: Israel soldier medic claim denied. 1. Juli 2006
24. ↑  Times of Oman:  Israel: ‘Sky will fall’ if soldier is harmed. 5. Juli 2006
25. ↑   Haaretz: „Shalit's father says he hopes Gaza raid will come to swift end“ (Memento vom 1. Oktober 2007 im Internet Archive), 5. November 2006
26. ↑  Israel publicizes 2007 arrest of alleged Shalit kidnapping accomplice. Ha-Aretz am 14. Dezember 2011
27. ↑  Jerusalem Post: Pope's rep tried for Shalit's release., 19. Juli 2006
28. ↑  Reuters: Progress on Israel-Palestinian prisoner swap: Hamas (Memento des Originals vom 31. März 2007 im Internet Archive)  Info: Der Archivlink wurde automatisch eingesetzt und noch nicht geprüft. Bitte prüfe Original- und Archivlink gemäß Anleitung und entferne dann diesen Hinweis., 26. Oktober 2006
29. ↑  al-Dschasira: Shalit captivity 'to end in days' (Memento vom 7. November 2006 im Internet Archive), 31. Oktober 2006
30. ↑  Jerusalem Post: Haniyeh: Shalit deal needs lots of work., 27. Januar 2007
31. ↑  Avi Issacharoff, Akiva Eldar: Shalit transfer to Egypt is imminent. Haaretz, 25. Juni 2009, archiviert vom Original am 10. Januar 2010; abgerufen am 11. Oktober 2011 (englisch).
32. ↑  Tagesschau: Israel erhält Lebenszeichen von Gilat Schalit (Memento vom 5. Oktober 2009 im Internet Archive) vom 2. Oktober 2009 (aufgerufen am 2. Oktober 2009).
33. ↑   Report: Israel will release Barghouti in Shalit deal (Memento vom 28. November 2009 im Internet Archive)
34. ↑  Der Standard: BND legt Vorschlag für Freilassung Schalits vor. 29. August 2009.
35. ↑  Der Spiegel: BND-Vermittlungen zwischen Hamas und Israel gescheitert. 27. Februar 2010.
36. ↑  Der Spiegel: Faustpfand im Krieg. 11. April 2011.
37. ↑   Shalit takes case to free his son Gilʿad to the U.N. (Memento vom 17. Oktober 2011 im Internet Archive). Jewish Telegraph Agency, 13. September 2011
38. ↑  tachles: Muss Israel einen zu hohen Preis zahlen? 12. Oktober 2011.
39. ↑  Die Welt: Gilʿad Schalit gegen 1000 palästinensische Häftlinge. 11. Oktober 2011.
40. ↑  Amos Harel, Anshel Pfeffer:  Shin Bet chief: Israel got best Shalit swap deal terms possible, Haaretz, 11. Oktober 2011 (englisch).
41. ↑  Released prisoners arrived to Syria.  (Seite nicht mehr abrufbar, festgestellt im April 2018. Suche in Webarchiven)  Info: Der Link wurde automatisch als defekt markiert. Bitte prüfe den Link gemäß Anleitung und entferne dann diesen Hinweis. in: Syria Today vom 19. Oktober 2011, abgerufen am 29. Oktober 2011 (englisch)
42. ↑  Israelreport 06/2011: Gilʿad kehrt heim. Israelreport 6|2011 (Memento vom 16. Januar 2014 im Internet Archive) Seite 3, (12,2 MB)
43. ↑  Süddeutsche Zeitung: Wer kommt im Gegenzug für Schalit frei? 12. Oktober 2011
44. ↑  Shin Bet placed Hamas prisoners in solitary confinement to protect Shalit deal. Ha-Aretz am 21. Oktober 2011
45. ↑  Hamas: Demonstrations won't help free Gilad Shalit. Haʾaretz, 18. Oktober 2008
46. 1 2  Solidarisch mit Gilʿad Shalit – Kundgebungen in europäischen Städten. Jüdische Allgemeine, 1. Juli 2010
47. ↑  Shalit named citizen of Paris (Memento vom 11. März 2012 im Internet Archive). www.jta.org, 17. Dezember 2008, abgerufen am 17. November 2012
48. ↑  Da tre anni il soldato Shalit è nella mani di Hamas. L'Occidentale 25. Juni 2009, abgerufen am 17. November 2012
49. ↑  Tagesschau: 200 Kilometer für die Freiheit Schalits (Memento vom 30. Juni 2010 im Internet Archive), 27. Juni 2010.
50. ↑  "Gilat Schalit hat mein Buch gestohlen". In: Der Tagesspiegel Online. 17. Mai 2010, ISSN 1865-2263 (tagesspiegel.de [abgerufen am 19. September 2018]).
51. ↑  Der Hai und der Fisch. Spiegel 17/2007
52. ↑  Als der Hai und der Fisch sich zum ersten Mal trafen. (PDF; 68 kB). Deutsch Übersetzung der Fabel auf der Webseite der Israelischen Botschaft Berlin
53. ↑  Initiative: Charity box for Gilʿad Shalit. Ynetnews, 9. Juli 2011
54. ↑  Ynetnews: Egyptian newswoman defends Shalit interview. 18. Oktober 2011
55. ↑  Spiegel Online: Gilʿad Schalits Rückkehr: "Gut, dich wieder zu Hause zu haben". 18. Oktober 2011
56. ↑  Hamburger Abendblatt, 18. Oktober 2011.
57. ↑  Israelischer Soldat: Gilʿad Schalit ist frei.
58. ↑  Hamas releases footage of Gilad Shalit on final day of Israeli soldier’s captivity. In: Jewish Telegraphic Agency vom 1. November 2017, abgerufen am 13. November 2018 (englisch)
59. ↑  Shalit-prisoners exchange: One year on. BBC News, 18. Oktober 2012
60. ↑  Barcelona verstimmt die Palästinenser. In: Kurier.at vom 2. Oktober 2010, abgerufen am 13. November 2018
61. ↑  Gilad Shalit reveals details of his five years held hostage by Hamas. The Telegraph am 12. Oktober 2012
62. ↑  Gilad Shalit interviewed about time in Hamas captivity. Digital Journal am 19. Oktober 2012
63. ↑  Michael Rochvarger: Gilad Shalit, Israel's Most Famous Former Prisoner of War, Has a New Career. In: Haaretz.com vom 8. Dezember 2016, abgerufen am 13. November 2018 (englisch)
64. ↑  Gilʿad Schalit splits up with girlfriend of four years. In: Jerusalem Post vom 26. November 2017, abgerufen am 13. November 2018 (englisch)
65. ↑  Gilad Schalit hat geheiratet. Israelnetz, 24. Juni 2021, abgerufen am 12. Oktober 2021.

| Personendaten    | Personendaten       |
| ---------------- | ------------------- |
| NAME             | Schalit, Gilad      |
| ALTERNATIVNAMEN  | Schalit, Gilʿad     |
| KURZBESCHREIBUNG | israelischer Soldat |
| GEBURTSDATUM     | 28. August 1986     |
| GEBURTSORT       | Naharija, Israel    |